# Jean-François Bernard (journaliste)
Pour les articles homonymes, voir Bernard et Jean-François Bernard (homonymie).
Jean-François Bernard est né Élie Jabel-Bernard le 12 novembre 1966 à Beyrouth au Liban. Journaliste, il s'est illustré par des articles polémiques à la fin des années 1980 avant de diriger des agences de communication. Après avoir quitté le monde des médias, il se consacre, notamment, à la psychanalyse depuis 2006 et a dirigé le cabinet de plusieurs élus entre 2008 et 2019.

## Biographie
Recueilli à la naissance le 12 novembre 1966 à Beyrouth (Liban) par des sœurs, il est adopté à l'âge de six mois par ses parents français. Depuis 2020, il utilise régulièrement son nom de naissance, Elie Jabel-Bernard. 

## Presse
À seize ans, il entame une carrière dans la presse locale et régionale. En 1986, il réalise pour le quotidien Paris-Normandie, une interview du président François Mitterrand sur le Jansénisme. En 1986, à vingt ans, il intègre la rédaction de l'hebdomadaire Gai Pied. il s'y illustrera en réalisant, pour la première fois, de manière régulière, dans la presse gay française, des interviews de personnalités politiques parmi lesquelles l'ancien ministre François Léotard ou l'ancien Premier ministre Laurent Fabius. Mais il réussit surtout à convaincre l'évêque d'Évreux, Mgr Jacques Gaillot, de publier un texte qui créera un immense scandale à l'époque (1988) puisqu'il y affirme, entre autres, que "les homosexuels nous précéderont au Royaume de Dieu". Repéré par le mensuel Globe, Jean-François Bernard est sollicité pour endosser le rôle d'un faux émissaire du gouvernement iranien, dirigé par l'ayatollah Khomeini. Il est chargé de recruter des personnalités du monde politique et culturel français et de leur confier une mission rémunérée pour redorer le blason d'un Iran placé au ban des nations après la fatwa lancée contre l'écrivain Salman Rushdie. Plusieurs personnalités seront ainsi piégées parmi lesquelles le publicitaire Thierry Saussez qui s'en prendra ensuite violemment à Jean-François Bernard dans son ouvrage "nous sommes ici par la volonté des médias" (Robert Laffont, 1990), le musicien Cerrone, l'écrivain Jean-Edern Hallier ou le philosophe Roger Garaudy dont les biographes critiques rapportent l'affaire in Roger Garaudy, histoire d'une négation (Calmann Levy, 2007). L'article, publié en mai 1989, rencontrera un retentissement international.
Au début des années 2000, il est chargé de production au film Autopsie d’un mensonge, de Jacques Tarnero et Bernard Cohn, qui dénonce le négationnisme.

## Communication politique
Ne souhaitant pas poursuivre dans le registre de l'imposture journalistique, Jean-François Bernard a créé en 1991 l'agence de communication institutionnelle, Nouveaux Territoires, et a collaboré avec différentes personnalités politiques françaises parmi lesquelles Yvette Roudy, ancienne ministre des Droits des Femmes (1981-1986) et députée-maire de Lisieux (1989-2001) ou Alain Vivien secrétaire d'État aux Affaires Étrangères (1992).
À partir de 2001, il a dirigé l'agence coopérative Idéoscope, spécialisée dans la communication des structures de l'économie sociale (mutuelles, associations, coopératives, fondations…).
En 2006, il a quitté le monde des médias pour se consacrer à la psychanalyse.
De 2008 à 2019, il est nommé directeur de cabinet, notamment auprès des présidents de trois des dix plus grands Départements français par leur population et leur budget : Ille-et-Vilaine, Seine-Maritime et Seine-et-Marne.
En 2016, entre deux postes de cabinet, il est nommé directeur de la communication à la délégation Ouest de Vinci Airports, chargé notamment du projet d’aéroport de Notre-Dame des landes.
Prête-plume en plusieurs occasions, il travaille désormais sur plusieurs projets comme auteur et a repris ses activités de psychanalyste.
En 2024, il est nommé directeur de cabinet adjoint de la ville de Clichy-sous-Bois.